# Костенківсько-спіцинська культура
Костенківсько-спіцинська культура — археологічна культура пізнього палеоліту.
Головні пам'ятки: Костенки 17/ІІ, 12/ІІ на Дону.
Приблизний час існування — 36–30 тис. років до н. е.
Існувала тільки в районі Подоння, співіснуючи зі стрілецькою культурою, що була поширена на значно більших територіях. Відрізняється від неї пластинчастою технікою, що вказує на різні місця походження носіїв двох культур.
Якщо носії стрілецької культури прийшли вперше, як припускають, з Криму або Подністров'я, то носії спіцинської культури були одиничним племенем, батьківщину якого ще необхідно з'ясовувати.
Шари культури були вкриті вулканічним попелом, як припускають — середземноморського вулкана.
Із пластин, сколених із призматичних нуклеусів, тут виготовляли різці, шкребки, вістря. Більша частина знарядь — різці бічні, менше кутових і серединних. Шкребки становлять 10 % знарядь.
Залишається питанням походження культури.